# Kings Worthy
Kings Worthy est un village et une paroisse civile du Hampshire, en Angleterre. Il est situé dans le centre du comté, à quelques kilomètres au nord-est de la ville de Winchester. Administrativement, il relève du district de la Cité de Winchester. Au recensement de 2011, il comptait 4 435 habitants.

## Étymologie
Worthy provient du vieil anglais worþig, désignant une terrain enclos. Ce terme est également à l'origine du nom d'autres villages du Hampshire, comme Headbourne Worthy ou Martyr Worthy. Le préfixe Kings signale l'appartenance de ce domaine à la couronne anglaise à une période donnée de son histoire. Il est attesté sous la forme Chinges Ordia en 1157.